# انجمن دامپزشکی آمریکا
انجمن دامپزشکی آمریکا (به انگلیسی: American Veterinary Medical Association؛ مخفف: AVMA) یک انجمن غیرانتفاعی آمریکایی است که در سال ۱۸۶۳ تأسیس شد و نمایندۀ بیش از ۱۰۵۰۰۰ دامپزشک است.

## دانشکده‌های دامپزشکی مورد تایید AVMA در ایران
در حال حاضر نام ۱۲ دانشکدۀ دامپزشکی دولتی و ۸ دانشکدۀ دامپزشکی دانشگاه آزاد اسلامی در فهرست انجمن دامپزشکی آمریکا قرار گرفته است.

#### دانشکده‌های دامپزشکی دولتی
- دانشکدۀ دامپزشکی دانشگاه تهران
- دانشکدۀ دامپزشکی دانشگاه شیراز
- دانشکدۀ دامپزشکی دانشگاه شهید چمران اهواز
- دانشکدۀ دامپزشکی دانشگاه فردوسی مشهد
- دانشکدۀ دامپزشکی دانشگاه ارومیه
- دانشکدۀ دامپزشکی دانشگاه شهید باهنر کرمان
- دانشکدۀ دامپزشکی دانشگاه شهرکرد
- دانشکدۀ دامپزشکی دانشگاه تبریز
- دانشکدۀ دامپزشکی دانشگاه سمنان[۳]
- دانشکدۀ دامپزشکی دانشگاه زابل
- دانشکدۀ دامپزشکی دانشگاه لرستان
- دانشکدۀ دامپزشکی دانشگاه رازی کرمانشاه[۴]

#### دانشکده‌های دامپزشکی دانشگاه آزاد
- دانشکدۀ دامپزشکی دانشگاه آزاد اسلامی واحد علوم و تحقیقات
- دانشکدۀ دامپزشکی دانشگاه آزاد اسلامی واحد کرج
- دانشکدۀ دامپزشکی دانشگاه آزاد اسلامی واحد ارومیه
- دانشکدۀ دامپزشکی دانشگاه آزاد اسلامی واحد تبریز
- دانشکدۀ دامپزشکی دانشگاه آزاد اسلامی واحد گرمسار
- دانشکدۀ دامپزشکی دانشگاه آزاد اسلامی واحد شهرکرد
- دانشکدۀ دامپزشکی دانشگاه آزاد اسلامی واحد کازرون
- دانشکدۀ دامپزشکی دانشگاه آزاد اسلامی واحد بابل